# Palast Racot

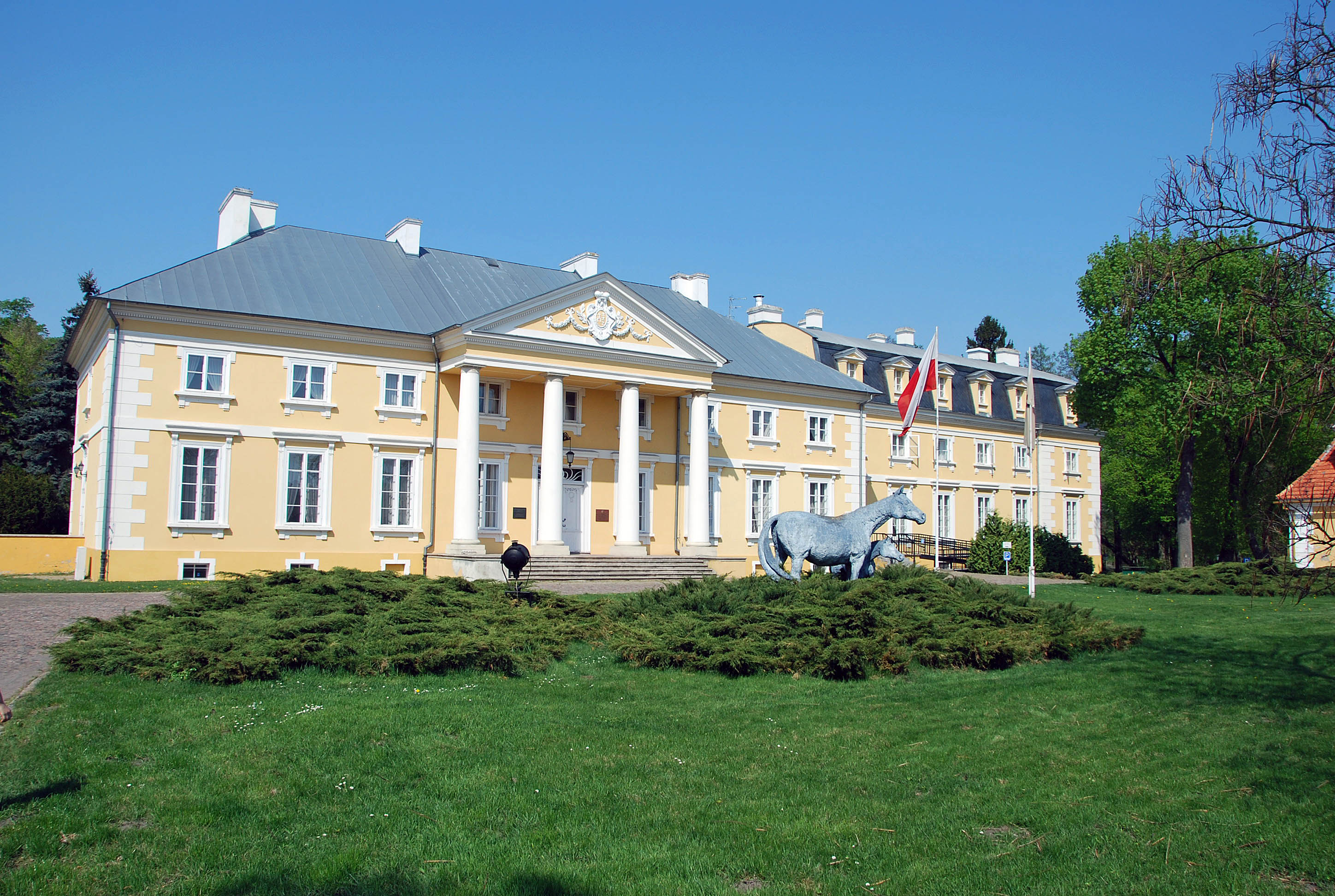
Palast Racot

Palast Racot ist ein Palast in Racot, Gemeinde Kościan, in Polen.

## Geschichte
Ursprünglich war hier ein Herrenhaus, das während der Konföderation von Bar zerstört wurde. Antoni Barnaba Jabłonowski baute an dieser Stelle einen Palast. Im Jahre 1799 verkaufte er den Palast und das Landgut Racot an Wilhelm I. Ende des 19. Jahrhunderts brachte Sophie von Oranien-Nassau Racot als Mitgift ein. Im Jahre 1902 baute Wilhelm Ernst (Sachsen-Weimar-Eisenach) den nördlichen Flügel an, in dem die Gästezimmer eingerichtet wurden. Aufgrund des Friedensvertrags von Versailles wurde das Landgut Racot dem polnischen Staat übergeben.
In der Zwischenkriegszeit nutzte der Präsident Polens den Palast als seine Sommerresidenz. Im Juli 1927 verbrachte hier Ignacy Mościcki mit Ehefrau seinen Urlaub. Nach seiner Renovierung in den Jahren 2000 bis 2004 wurde hier ein Hotel eingerichtet. Seit 1952 steht das Bauwerk unter Denkmalschutz.